# Дробязко, Николай Степанович
Николай Степанович Дробязко — советский хозяйственный деятель, Герой Социалистического Труда.

## Биография
Родился в 1929 году в деревне Софиевка. Член КПСС.
В 1944—1948 — прицепщик, механизатор, в 1948—1951 — военнослужащий Советской армии, в 1951—1988 — тракторист Кегичевской машинно-тракторной станции, механизатор, звеньевой механизированного звена колхоза имени Жданова Сахновщинского района Харьковской области.
Указом Президиума Верховного Совета СССР от 31 декабря 1965 года присвоено звание Героя Социалистического Труда с вручением ордена Ленина и золотой медали «Серп и Молот».
Делегат XXVI съезда КПСС.
Жил в Софиевке.

## Награды и звания
- Герой Социалистического Труда (31.12.1965)
- Орден Ленина (31.12.1965, 08.12.1973)